# نوح ابراهیم
نوح ابراهیم (۱۹۱۳ – ۲۸ اکتبر ۱۹۳۸) شاعر و انقلابی فلسطینی بود.او یکی از کادرهای انقلاب ۱۹۳۶ فلسطین شمرده می‌شود. نوح ابراهیم شاعری مردمی بود و اشعاری به زبان عامیانه و سرودهای انقلابی سرود که در آن مردم فلسطین را به قیام علیه بریتانیا و مبارزه با صهیونیسم و ایستادگی در برابر آنان ترغیب می‌کرد. او علاوه بر شعر، خواننده و آهنگساز بود و تعدادی صفحۀ گرامافون با صدای خود ضبط کرد. او را شاعر محبوب انقلاب ۱۹۳۶ می‌نامند. در آثار او روحیهٔ میهن‌گرایی، انتقاد سیاسی و اجتماعی و طعنه‌های گزنده به اضافهٔ استعدادش در سرودن شعر به گویش محاوره‌ای فلسطینی یافت می‌شود.

## زندگی و پیشه
او در سال ۱۹۱۳ یا ۱۹۱۱ در در محلهٔ وادی النسناس حیفا سنجق غزه، ولایت بیروت، امپراتوری عثمانی، به دنیا آمد. پدری فلسطینی داشت که در شهرداری حیفا کار می‌کرد و در چهار سالگی او کشته شد که به عنوان «شهید» تجلیل می‌شود. مادرش اهل جزیرهٔ کرت بود و خانواده‌اش پس از مرگ پدر، در فقر زندگی می‌کردند. تنها درآمدشان اجارهٔ طبقهٔ اول خانه بود که آن را به محمد عبدالقادر ابوالهیجاء اجاره دادند. نوح چند سالی در صومعهٔ راهبات زندگی کرد که تحت سرپرستی راهبه روث سُنبُل بود. دورهٔ مقدماتی را در مدرسهٔ اسلامی حیفا خواند. پس از اتمام تحصیلات در مدرسه اسلامی، به مأموریتی به مدرسهٔ یتیم‌خانهٔ بیت‌المقدس اعزام شد و در آنجا صحافی، ساخت صندوق مقوایی و همچنین چاپ را فرا گرفت. او تحصیلات خود را به پایان نرساند و مجبور به کار و ادارهٔ مسئولیت خانوادهٔ کوچک خود، متشکل از مادر و تنها خواهرش شد. به عنوان کارگر در چاپخانه مشغول به کار شد. او به عنوان کارمند در شرکت دخانیات «قرمان و دیک سلطی» در حیفا، یک شرکت تولید سیگار فلسطینی که در سال ۱۹۲۱ تأسیس شد، مدتی کار می‌کرد. او تصمیم گرفت کار در شرکت دخانیات را رها کند و در عرصهٔ روزنامه‌نگاری و رسانه پیشرفت کند؛ به یافا سفر کرد و در بسیاری از روزنامه‌هایی که در آنجا منتشر می‌شد به عنوان سردبیر مشغول به کار شد و در تأسیس چاپخانهٔ تجاری ملی در ۵ ژوئیه ۱۹۳۴ مشارکت داشت.
در سال ۱۹۳۴، نوح برای کار در یکی از چاپخانه‌های بغداد به پادشاهی عراق رفت و در کار خود درخشید تا اینکه اکثر چاپخانه‌های بغداد او را بهترین تکنسین خود می‌دانستند. راشد بن صباح الجلاهمه از بحرین در طول کار خود در این چاپخانه، نزد مدیر چاپخانه بغداد رفت و از او خواست که پیشنهاد کار به عنوان کارشناس فنی در چاپخانهٔ بحرین را به نوح ارائه کند که در حال آماده شدن برای انتشار اولین روزنامهٔ بحرینی بود. نوح ابراهیم به بحرین رفت. در آنجا، او شروع به آموزش بحرینی‌ها در مورد دستگاه‌های چاپ و نحوهٔ کار با آنها کرد. در طول سه ماه اول، نوح توانست کارگران زیادی را در بحرین تربیت کند. سپس سامانهٔ کار را در چاپخانه تأسیس کرد و کار را بین تایپیست، دستیار، کارگر بخش صحافی، کارگر در بخش کاغذ و کارگر در قسمت خط‌کشی توزیع کرد. پس از پایان اولین سال کار او، اخبار انقلاب ۱۹۳۶ فلسطین به بحرین می‌رسد. پس از کمتر از یک سال و نیم اقامت در بحرین، با کشتی به بصره و از آنجا به فلسطین بازگشت.
پس از بازگشت از بحرین، در جنبش ملی فلسطین شرکت کرد و به فعالیت‌های ملی و اجتماعی پرداخت. مقامات بریتانیا او را به دلیل شرکت در مبارزه با قیمومیت از شمال فلسطین بیرون کردند، به همین دلیل در روستای عین کارم، قدس، اقامت گزید و در آنجا با نمایش نمایشنامه‌هایی شهرت یافت. شاعریِ مردمیِ او در این جوانی شکوفا شد و در کانون‌ها، سازمان‌های پیشاهنگی، سازمان‌های جوانان و کارگران و میادین عمومی ملی در فلسطین و کشورهای عربی همجوار مانند مصر و سوریه شرکت کرد. او در مورد حوادث مختلف پی در پی آن دوران خطبه می‌گفت و اشعار خود را می‌خواند و خواستار حمایت «مردم فلسطین در مبارزه با صهیونیسم و قیمومیت بریتانیا» بود.
سپس به عزالدین القسام پیوست و در درس وی در مسجد استقلال شرکت کرد، در سفرهایش به روستاهای حیفا و جنین با وی همراه بود و تحت تأثیر اندیشه و گفتار انقلابی وی قرار گرفت. او بسیار با عزالدین قسام و جنبش انقلابی او ارتباط گرفت، از این رو او را شاگردِ قسام می‌نامیدند.او شعری دربارهٔ سه اعدامی انقلاب بُراق، محمد جمجوم، فؤاد حسن حجازی و عطا الزیر دارد که در سال ۱۹۳۰ توسط بریتانیا در زندان عکا اعدام شدند. در سال ۱۹۳۱ گروهی از پیشاهنگان را با همکاری القسام تأسیس کرد که آن را «جامعهٔ جوانان سرزنندهٔ محمد» (به عربی: عصبة فتيان محمد الأباة) نامید و به تعلیم و تربیت در آن پرداخت. این پیشاهنگان جوان در شورش بزرگ فلسطین که در سال ۱۹۳۶ آغاز شد، شرکت کردند و به سازمانی مخفی به نام «سازمان عشیرهٔ خالد» تبدیل شدند که شروع به جمع‌آوری کمک‌ها و تهیهٔ سلاح برای انقلابیون کرد. هنگامی که القسام در ۲۰ نوامبر ۱۹۳۵ کشته شد، نوح ابراهیم او را با شعر بلندی که سرود، مدح کرد و آن را با آواز و با صدای خودش بر روی صفحهٔ گرامافون ضبط کرد.
زمانی که بریتانیا ژنرال دیل را به عنوان فرمانده کل ارتش بریتانیا در فلسطین منصوب کرد، نوح ابراهیم شعری مردمی سرود که به آهنگی معروف تبدیل شد و و در آن شعر او را با سخریه خطاب کرد. مقامات قیمومیت پس از انتشار این شعر، ابراهیم را مدتی دستگیر سپس او را آزاد کردند. ناظرِ انتشارات، چاپ و انتشار هر نشریهٔ حاوی مجموعه اشعار نوح ابراهیم را که در خارج از فلسطین چاپ شده بود، موسوم به «مجموعه سرودهای نوح ابراهیم در فلسطین» را ممنوع کرد. نوح ابراهیم، واکهوب، کمیساریای عالی بریتانیا، را با شعر بلند مردمی دیگری به زبان طنز محکوم کرد. او در اشعار دیگر، مقامات عرب را خطاب قرار داد، خواستار اتحاد عرب‌ها شد و همهٔ احساسات منطقه‌ای و فرقه‌ای را رد کرد.او چندین جشن شعر در فلسطین اجرا کرد و اشعار خود را در صحنه‌های گوناگون فلسطین خواند. همچنین خواننده و آهنگساز بود و بر میراث فلسطینی و ملودی‌های سنتی اصیل تکیه داشت.
نوح ابراهیم ازدواج نکرد. مقامات قیمومیت نوح ابراهیم را در فوریه ۱۹۳۷ در زندان المزرعه و سپس در زندان عکا زندانی کردند. پس از آزادی به صفوف انقلابیون پیوست و در نبردهای کوه‌های جلیل شرکت کرد.

## درگذشت
در اکتبر ۱۹۳۸ در حالی که او به دیدار اقوام خود در روستای مجد الکروم می‌رفت، با همراهی سه نفر از همراهانش در مسیر روستای طمره، نیروهای بریتانیایی را دیدند که در در حال ساخت استحکامات در کوه بودند. آنان به گروه ابراهیم توجه کردند و حرکت آنها را زیر نظر گرفتند، در حالی که از دره‌ای عمیق در زمین‌های کابول به سمت روستای کوهستانی کوکب ابو الهیجاء، سواره بر است بالا می‌رفتند. بریتانیایی‌ها در نزدیکی خربة ضمیدة و در جنگلی به نام الصنیبعة در نزدیکی طمره کمین می‌کنند. چهار سوارکار پیاده شدند تا مدتی استراحت کنند، اما یک نیروی نظامی بریتانیا، با پشتیبانی اسکادران هواپیماهای نیروی هوایی سلطنتی بریتانیا، آنها را غافلگیر کرد در حالی که می‌خواستند راه را ترک کنند. نوح به همراه هر یک از سه یارانش: محمد خضر قبلاوی و عزالدین خلایله و ابی‌رعد (از سوری‌های داوطلب انقلاب) در ضمیده بین روستاهای کوکب الهیجاء و تمره در شمال فلسطین در شهرستان عکا به قتل رسیدند. آن روز، جمعه، اولین روز ماه رمضان، ۲۸ اکتبر ۱۹۳۸ بود. اجساد آنان را در یکی از چاه‌ها انداختند، سپس مردم روستای تمره اجساد را کشف کردند، به مسجد قدیمی روستا بردند، بر آنها نماز خواندند و در قبرستان قدیمی روستا به خاک سپردند. بعداً لوح یادبود نوح ابراهیم در روستا در سال ۱۹۸۶ برپا شد.

## بزرگداشت
در سال ۱۹۹۰، مدال قدس برای فرهنگ و هنر را از سازمان آزادیبخش به نام او رسید. جایزه‌ای برای میراث مردمی به نام او در سال ۱۹۸۳ به ابتکار کمیتهٔ دانشنامهٔ فولکلور فلسطین در شهر البیره تأسیس شد. خیابانی در اردوگاه یرموک در دمشق به نام او نامگذاری شد و کتاب‌ها و مطالعاتی دربارهٔ او منتشر شده است.